# Samu Castillejo
Samu Castillejo (Málaga, 1995. január 18. –) spanyol labdarúgó, a Johor Darul középpályása.

## Pályafutása

### Málaga
2006-ban került a Málagahoz. 2014-ben mutatkozott be a spanyol élvonalban, de egy év után eligazolt.

### Villarreal
2015 nyarán igazolt a Vila-reali klubhoz. Első szezonjában 28 bajnoki mérkőzésen játszott, és 1 gólt szerzett.

### AC Milan
2018. augusztus 17-én az AC Milan szerződtette.

### Valencia
2022. július 12-én három évre szerződtette a Valencia csapata.

### Sassuolo
2023. szeptember 1-jén kölcsönbe vételi opcióval az olasz Sassuolo csapatába került.

### Johor Darul
2025. február 27-én a maláj Johor Darul csapatába igazolt.

## Sikerei, díjai
- AC Milan
  - Olasz bajnok: 2021–22